# 페사로에우르비노도
페사로에우르비노도(이탈리아어: Provincia di Pesaro e Urbino)은 이탈리아 마르케주의 도이다. 도청 소재지는 페사로이다.